# Francesco Maria Imperiale Lercari
Francesco Maria Imperiale Lercari (*  4. Juni 1629 in Sampierdarena; † 25. Mai 1712 in Genua) war der 127. Doge der Republik Genua und König von Korsika.

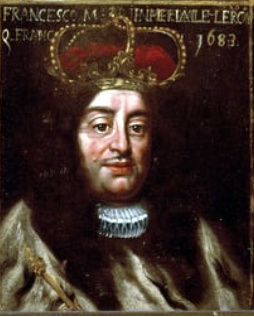
Francesco Maria Imperiale Lercari

## Leben

Adelswappen der Familie Imperiale

Er wurde als Sohn von Franco Maria und Giovanna Maria Salvago in der Familienvilla in Sampierdarena geboren, zog aber als Jugendlicher in den Lercari-Palast, in der Strada Nuova im historischen Zentrum von Genua.
Wie andere genuesische Adlige nahm er mit seiner Volljährigkeit am öffentlichen Leben teil, fand Anstellung in verschiedenen Ämtern und Magistraten und erfüllte diverse Verwaltungsaufgaben für die Republik Genua.
Am 18. August 1683 bestieg er den Dogenstuhl (und als Doge wurde er auch mit dem damit verbundenen zweijährigen Amt des Königs von Korsika ausgestattet) und musste sich von Anfang an mit der immer brisanter werdenden diplomatischen Frage mit dem Frankreich Ludwigs XIV. auseinandersetzen.
Die Spannungen beschäftigten auch bald die Bevölkerung und die Institutionen Genuas, so dass der Doge Francesco Maria Imperiale Lercari im Mai 1684 angesichts eines immer wahrscheinlicher werdenden französischen Angriffs die Einsetzung einer „Kriegsjunta“ aus acht vertrauenswürdigen Mitgliedern unter seinem Vorsitz sowie eine neue Verteidigung der Mauern und des Territoriums veranlasste, wie sie unter anderem bereits von seinen Vorgängern angeordnet worden war.

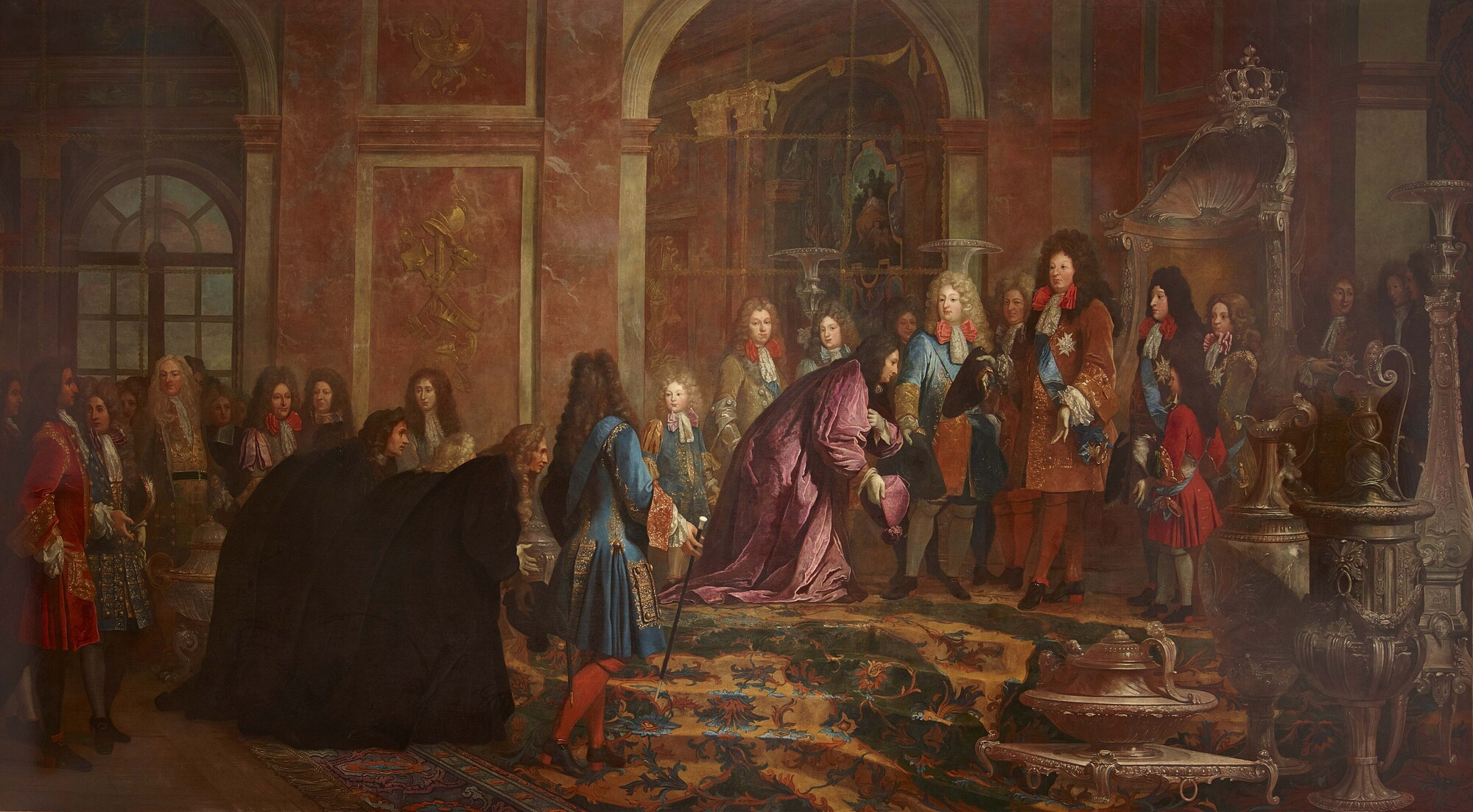
Der Doge von Genua bei Ludwig XIV, 15. Mai 1685, Claude Guy Hallé (1715)

Am 17. Mai begann die Belagerung durch die Franzosen, die bis zum 29. Mai andauerte und in welcher der Doge, die genuesischen Garnisonen (und andere Milizen aus dem Herzogtum Mailand) und die mutige Verteidigung der gesamten Stadt beteiligt waren: Die Bombardierung Genuas durch die Marine im Jahr 1684 war eine der schwersten Episoden der republikanischen Geschichte.
Als weitere arrogante Forderung der französischen Krone gegenüber der Republik Genua wurden der Doge – und andere Vertreter Genuas – gezwungen, am 15. Mai 1685 im Schloss Versailles einen Akt der „Wiedergutmachung“ zu vollziehen. Der Empfang in der königlichen Residenz war bis ins kleinste Detail geplant, unter Wahrung des Protokolls und der Etikette, was dem Ansehen des Herrschers und des französischen Hofes zugutekam. Aber der Doge, der die genuesischen Grenzen verlassen musste, um diese „Wiedergutmachungsgeste“ zu vollziehen – ein sehr seltener, wenn nicht gar einzigartiger Fall –, antwortete auf die spontane Frage Ludwigs XIV. nach dem, was ihn in seinem Palast am meisten beeindruckt hatte, auf Genuesisch „mi chi“ („ich bin hier“), fast so, als wolle er auch bei dieser Gelegenheit die Ehre der von ihm vertretenen Republik hochhalten.
Seine Amtszeit endete am 18. August 1685 – die 82. in zweijähriger Folge und die 120. in der republikanischen Geschichte – und es ist nicht auszuschließen, dass er weiterhin in öffentlichen Ämtern tätig war.

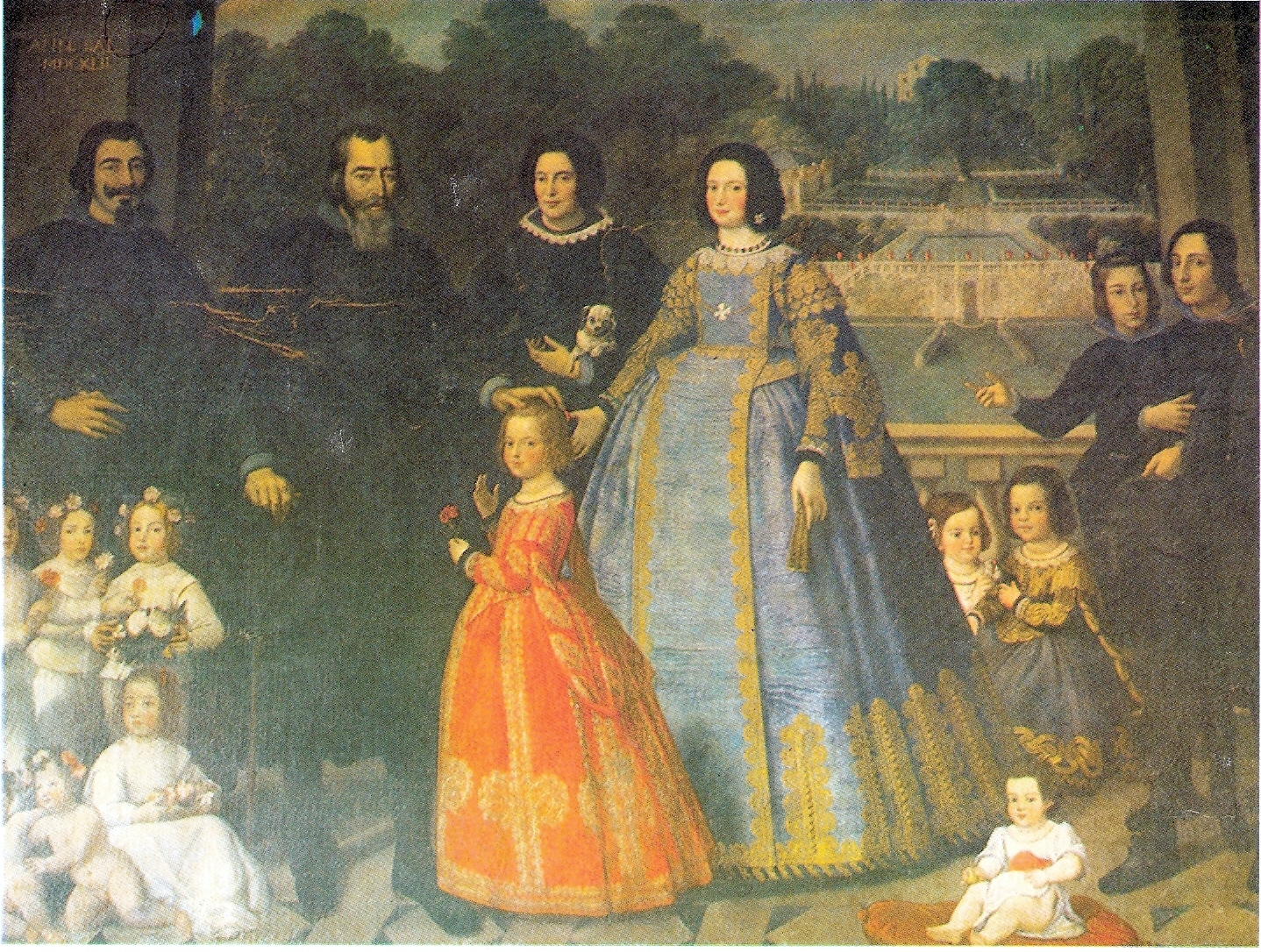
Die Familie Imperiale in ihrer Villa in Sampierdarena

Er starb am 25. Mai 1712 in Genua und wurde in der Kathedrale von San Lorenzo beigesetzt.

## Privatleben
Francesco Maria Imperiale Lercari war zweimal verheiratet: das erste Mal mit Maddalena Lomellini und das zweite Mal (1651) mit Emilia Brignole Sale.